# Notorious (colonna sonora)
Notorious è la colonna sonora del film Notorious B.I.G., basato sulla vita del famoso rapper The Notorious B.I.G..

## Tracce
1. Notorious Thugs (featuring Bone Thugs-n-Harmony) – 6:05 – Sean Combs, Stevie J
2. Hypnotize – 3:49 – Deric "D-Dot" Angelettie, Lawrence, Combs, Richard "Younglord" Frierson (prod. agg.)
3. Notorious B.I.G. – 3:12 – Vanderpool, P. Diddy
4. Juicy (from Ready to Die) – 5:01 – Poke, Combs
5. Party and Bullshit – 3:37 – Easy Mo Bee
6. Warning – 3:39 – Easy Mo Bee
7. One More Chance/Stay with Me (featuring Faith Evans) – 4:28 – Rashad Smith, Combs
8. Brooklyn Go Hard (Jay-Z featuring Santigold) – 3:58 – Kanye West, Plain Pat (co-prod.)
9. Letter to B.I.G. (The LOX featuring Faith Evans) – 4:00 – Needlz
10. Kick in the Door – 3:34 – DJ Premier
11. What's Beef? – 5:12 – Broady, Myrick
12. The World Is Filled... (featuring Puff Daddy & Too $hort) – 4:55 – D-Dot, Combs
13. One More Chance (The Legacy Remix) (featuring C. J. Wallace & Faith Evans) – 4:30 – Smith, Combs
14. The Notorious Theme – 2:07 – Danny Elfman
15. Microphone Murderer – 2:04 – The Hitman DJ 50 Gran
16. Guaranteed Raw – 3:41 – The Hitman DJ 50 Gran
17. Love No Ho (Original Demo Version) – 3:55 – The Hitman DJ 50 Gran